# ژان-پیر ژنه
ژان-پیر ژنه (فرانسوی: Jean-Pierre Genet‎; ۲۴ اکتبر ۱۹۴۰ – ۱۵ مارس ۲۰۰۵) دوچرخه‌سوار اهل فرانسه بود.